# بینگ کرازبی
هری لیلیس "بینگ" کرازبی جونیور (انگلیسی: Harry Lillis "Bing" Crosby Jr.؛ ۳ مه ۱۹۰۳ – ۱۴ اکتبر ۱۹۷۷) خواننده و بازیگر آمریکایی بود. او که نخستین ستارهٔ چندرسانه‌ای محسوب می‌شود، یکی از محبوب‌ترین و تاثیرگذارترین هنرمندان موسیقایی سدهٔ بیستم در جهان بود. کرازبی از سال ۱۹۲۶ تا ۱۹۷۷ در فروش موسیقی، آمار بینندگان رادیویی و فروش فیلم‌های سینمایی پیشگام بود. او یکی از اولین نمادهای فرهنگی جهانی بود. کرازبی در بیش از ۷۰ فیلم بلند حضور یافت و بیش از ۱٫۶۰۰ ترانه ضبط کرد.
صدای باس-باریتون خاص کرازبی، او را با انتشار بیش از نیم میلیارد نسخه از آثارش به یکی از پرفروش‌ترین هنرمندان قرن بیستم بدل کرده بود. سال‌های آغازین فعالیت موسیقی کرازبی، با نوآوری‌های تکنیکی در زمینه ضبط صدا همزمان بود، این تحولات به او اجازه داد شیوه آوازخوانی راحت و صمیمانه‌ای را رواج دهد که بر بسیاری از خوانندگان پاپ مرد پس از کرازبی تأثیر گذاشت و افرادی همچون پری کومو، فرانک سیناترا و دین مارتین پیرو سبک او شدند.
کرازبی در سال ۱۹۴۴ جایزه اسکار بهترین بازیگر نقش اول مرد را برای بازی در فیلم راه خود را می‌روم به‌دست‌آورد. او در سال ۱۹۶۳ برنده نخستین جایزه گرمی شد. کرازبی یکی از ۲۲ هنرمندی است که سه ستاره در پیاده‌روی شهرت هالیوود دارد.

## حرفه
کرازبی کار در سینما را با بازی در فیلم‌های کوتاه آغاز کرد. او با شرکت تحت مدیریت «مک سنت» یکی از برجسته‌ترین تهیه‌کنندگان هالیوود برای بازی در یک مجموعه از شش فیلم کوتاه قرارداد بست. این فیلم‌ها موقعیت کرازبی را هالیوود تثبیت کردند.

## جوایز و افتخارات
- ۱۰۰ سال... ۱۰۰ آهنگ به انتخاب بفا

## گزیده فیلم‌شناسی
- پادشاه جاز (۱۹۳۰)
- رفتن به هالیوود (۱۹۳۳)
- میسیسیپی (۱۹۳۵)
- این نیز بگذرد (۱۹۳۶)
- گناهکاران آواز بخوانید (۱۹۳۸)
- ماه عسل در پاریس (۱۹۳۹)
- قسمت شرقی بهشت (۱۹۳۹)
- در راه سنگاپور (۱۹۴۰)
- ریتم در رودخانه (۱۹۴۰)
- در راه زنگبار (۱۹۴۱)
- تولد نغمه‌ها (۱۹۴۱)
- میهمانخانه‌های تعطیلات (۱۹۴۲)
- کریسمس مبارک (۱۹۴۲)
- دیکسی (۱۹۴۳)
- راه مراکش (۱۹۴۲)
- به راه خود می‌روم (۱۹۴۴)
- پرنسس و دزد دریایی (۱۹۴۴)
- زنگ‌های کلیسای مریم مقدس (۱۹۴۵)
- آسمان‌های آبی (۱۹۴۶)
- دختر واریته (۱۹۴۷)
- در راه ریو (۱۹۴۷)
- والس امپراتوری (۱۹۴۸)
- یک یانکی در دربار آرتورشاه (۱۹۴۹)
- سوارکاری در اوج (۱۹۵۰)
- آقای موسیقی (۱۹۵۱)
- فقط برای تو (فیلم) (۱۹۵۲)
- دختر روستایی (۱۹۵۴)
- کریسمس سفید (۱۹۵۴)
- مجلس اشراف (۱۹۵۶)
- دوران خوش (۱۹۶۰)
- در راه هنگ کنگ (۱۹۶۲)
- رابین و هفت هود (۱۹۶۴)
- دلیجان (۱۹۶۶)
- اینست سرگرمی (۱۹۷۴)[۷]